# Магонінг Тауншип (округ Карбон, Пенсільванія)
Магонінг Тауншип (англ. Mahoning Township) — селище (англ. township) в США, в окрузі Карбон штату Пенсільванія. Населення — 4261 особа (2020).

## Демографія
Згідно з переписом 2010 року, у селищі мешкало 4305 осіб у 1669 домогосподарствах у складі 1215 родин. Було 1860 помешкань
Расовий склад населення:
| - 98,0 % — білих - 0,5 % — чорних або афроамериканців - 0,3 % — корінних американців - 0,3 % — азіатів |

До двох чи більше рас належало 0,7 %. Частка іспаномовних становила 1,5 % від усіх жителів.
За віковим діапазоном населення розподілялося таким чином: 19,2 % — особи молодші 18 років, 60,2 % — особи у віці 18—64 років, 20,6 % — особи у віці 65 років та старші. Медіана віку мешканця становила 46,3 року. На 100 осіб жіночої статі у селищі припадало 96,7 чоловіків;  на 100 жінок у віці від 18 років та старших — 94,5 чоловіків також старших 18 років.
Середній дохід на одне домашнє господарство  становив 71 632 долари США (медіана — 62 721), а середній дохід на одну сім'ю — 79 866 доларів (медіана — 69 702). Медіана доходів становила 53 012 долари для чоловіків та 37 254 долари для жінок. За межею бідності перебувало 13,1 % осіб, у тому числі 37,7 % дітей у віці до 18 років та 9,8 % осіб у віці 65 років та старших.
Цивільне працевлаштоване населення становило 1955 осіб. Основні галузі зайнятості: освіта, охорона здоров'я та соціальна допомога — 27,1 %, виробництво — 17,4 %, роздрібна торгівля — 12,2 %, будівництво — 7,6 %.